# L'invitata
L'invitata (L'Invitée) è un romanzo di Simone de Beauvoir del 1943. Il romanzo è una narrazione fittizia della relazione della scrittrice e del compagno Jean-Paul Sartre con Olga e Wanda Kosakiewicz.
Ambientato a Parigi alla vigilia e durante la seconda guerra mondiale, il romanzo ruota attorno a Françoise, la cui relazione aperta col compagno Pierre diventa tesa quando formano un ménage à trois con l'amica più giovane Xaviere. Il romanzo esplora diversi concetti dell'esistenzialismo come libertà, rabbia e l'altro.

## Edizioni
- Simone de Beauvoir, L'invitata, Mondadori, 2000, ISBN 88-04-48392-X.